# Clima da Croácia

Clima na Croácia

O Clima da Croácia é tão diversificado quanto sua paisagem, variando desde o calor do Mediterrâneo até o frio das montanhas do interior. Essa diversidade climática contribui para a riqueza da cultura e da natureza do país, ao mesmo tempo em que apresenta desafios e oportunidades para seus habitantes e visitantes. Localizada na encruzilhada entre a Europa Central, Mediterrâneo e Sudeste Europeu, a Croácia possui uma variedade impressionante de climas, influenciados por sua geografia diversificada e pela proximidade com diferentes massas de água.

## Características
O clima da Croácia é geralmente classificado em três tipos principais: mediterrâneo, continental e de montanha, cada um com suas próprias características distintas.

### Clima Mediterrâneo
As áreas costeiras da Croácia, ao longo do Mar Adriático, desfrutam de um clima tipicamente mediterrâneo. Isso se traduz em verões quentes e secos, com temperaturas médias entre 25°C e 30°C, e invernos suaves e úmidos, com temperaturas médias entre 7°C e 10°C. A precipitação é mais abundante durante os meses de inverno, enquanto os verões são geralmente secos.

### Clima Continental
O interior da Croácia, especialmente as regiões ao longo do rio Drava e no planalto da Panônia, experimenta um clima continental mais pronunciado. Isso significa invernos frios, com temperaturas frequentemente abaixo de zero, e verões quentes, com temperaturas que podem exceder 30°C. As diferenças sazonais de temperatura são mais extremas nessas áreas do que nas regiões costeiras.

### Clima de Montanha
As áreas montanhosas do interior, como os Alpes Dináricos e as Montanhas Gorski Kotar, têm um clima de montanha caracterizado por invernos rigorosos e verões frescos. Nessas regiões, as temperaturas podem cair abaixo de zero durante grande parte do ano, com nevadas frequentes no inverno.

## Variações regionais

Clima na Croácia

Devido à topografia diversificada da Croácia, há uma série de microclimas em todo o país. Por exemplo, as ilhas costeiras podem ter um clima ligeiramente diferente do continente adjacente, e as áreas montanhosas podem experimentar condições climáticas substancialmente diferentes das áreas circundantes.

## Precipitações
A Croácia apresenta uma ampla gama de padrões de precipitação, influenciados por sua geografia diversificada e localização geográfica. Compreender esses padrões é essencial para a gestão eficaz dos recursos hídricos, a proteção contra riscos naturais e o planejamento agrícola e de infraestrutura em todo o país. A Croácia, devido à sua localização geográfica e à diversidade de sua topografia, experimenta uma variedade de padrões de precipitação em todo o país. Desde áreas costeiras banhadas pelo Mar Adriático até regiões montanhosas no interior, as precipitações variam em intensidade, sazonalidade e forma, desempenhando um papel crucial na vida cotidiana, na agricultura e no meio ambiente.
Padrões de Precipitação:
1. Regiões Costeiras Mediterrâneas: Ao longo da costa do Mar Adriático, as chuvas são mais abundantes durante os meses de inverno, especialmente entre novembro e fevereiro. Os verões são geralmente secos, com precipitação mínima e longos períodos de sol. No entanto, chuvas de verão intensas e breves tempestades podem ocorrer ocasionalmente.
2. Planaltos e Vales Interiores: Nas regiões interiores, como o planalto da Panônia e os vales ao longo dos rios, os padrões de precipitação são mais uniformes ao longo do ano. Os verões podem ser mais úmidos do que nas áreas costeiras, com chuvas frequentes e tempestades elétricas. Os invernos também recebem uma quantidade significativa de precipitação, muitas vezes na forma de neve.
3. Montanhas e Regiões de Altitude: Nas áreas montanhosas, como os Alpes Dináricos e as Montanhas Gorski Kotar, as precipitações são mais abundantes e frequentes, especialmente durante os meses mais frios. A neve é comum no inverno, o que contribui para a formação de importantes áreas de esqui e resorts de inverno.

Tipos de Precipitação:
1. Chuva: A forma mais comum de precipitação na Croácia, especialmente durante os meses mais quentes do ano. As chuvas podem variar de chuvas leves e persistentes a tempestades intensas e rápidas.
2. Neve: Nas regiões montanhosas e durante os meses de inverno, a neve é comum. Isso é especialmente verdadeiro em áreas de maior altitude, onde a neve pode persistir por longos períodos, fornecendo água para rios e lagos durante a primavera.
3. Granizo: Tempestades de granizo podem ocorrer durante os meses mais quentes do ano, especialmente durante as tempestades de verão. Embora geralmente sejam breves, podem causar danos às culturas agrícolas e propriedades.

Impactos das Precipitações:
As precipitações desempenham um papel vital na agricultura, fornecendo água necessária para o crescimento das culturas e para a criação de gado. No entanto, chuvas intensas e inundações podem representar riscos para a segurança e a infraestrutura, especialmente em áreas urbanas e ribeirinhas. Além disso, a gestão das águas pluviais e o armazenamento de água para uso futuro são aspectos importantes da adaptação às mudanças climáticas e à variabilidade das precipitações.

## Impactos na agricultura e turismo
O clima desempenha um papel crucial na agricultura da Croácia, com diferentes culturas se adaptando melhor a diferentes regiões climáticas. Além disso, o clima favorável ao longo da costa contribui para a próspera indústria turística do país, com verões ensolarados atraindo visitantes de todo o mundo para suas belas praias e cidades costeiras.

## Mudanças climáticas
Assim como em muitos outros lugares do mundo, a Croácia está enfrentando os desafios das mudanças climáticas, incluindo o aumento das temperaturas, eventos climáticos extremos e mudanças nos padrões de precipitação. Isso pode ter impactos significativos em áreas como agricultura, turismo e ecossistemas naturais.